# Inégalité d'Hermite-Hadamard

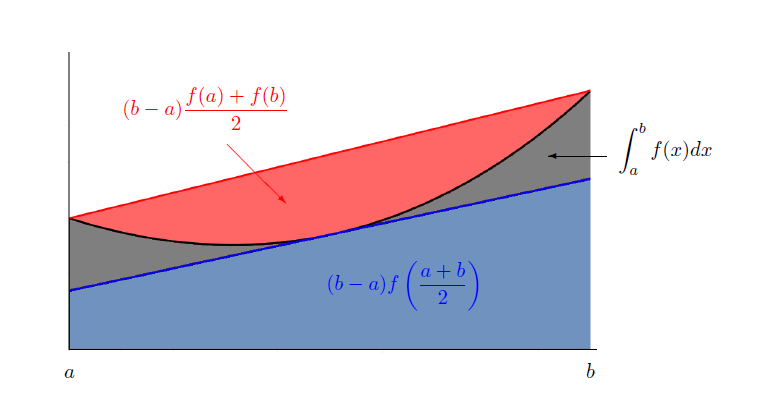
Illustration de l'inégalité d'Hermite-Hadamard.

En mathématiques, l'inégalité d'Hermite–Hadamard, nommé d'après Charles Hermite et Jacques Hadamard, parfois appelée inégalité de Hadamard, dit que si une fonction f:[a,b]→ℝ est convexe, alors son intégrale est bornée par :
{\displaystyle f\left({\frac {a+b}{2}}\right)\leq {\frac {1}{b-a}}\int _{a}^{b}f(x)\,dx\leq {\frac {f(a)+f(b)}{2}}.}

## Preuve
Si la fonction f est convexe sur un intervalle, elle y est continue, mais aussi dérivable à gauche et à droite en chaque point. On note f − et f + ces dérivées respectivement. Ainsi, pour chaque x0 ∈ [a,b], on peut construire une ligne
{\displaystyle t(x)=f(x_{0})+c(x-x_{0}),\ c\in [f^{-}(x_{0}),f^{+}(x_{0})].}
telle que
{\displaystyle \forall x\in [a,b],t(x)\leqslant f(x),{\text{   et    }}t(x)=f(x)\Leftrightarrow x=x_{0}.}
On a, en particulier, pour x0=a+b/2 :
{\displaystyle \forall x\in [a,b],f\left({\frac {a+b}{2}}\right)+c\left(x-{\frac {a+b}{2}}\right)\leqslant f(x),\ c\in \left[f^{-}\left({\frac {a+b}{2}}\right),f^{+}\left({\frac {a+b}{2}}\right)\right].}
D'autre part, toujours par convexité de f, on a :
{\displaystyle \forall x\in [a,b],f(x)\leqslant f(a)+{\frac {f(b)-f(a)}{b-a}}(x-a).}
Il suffit alors de calculer les intégrales des deux fonctions affines :
{\displaystyle \int _{a}^{b}\left[f\left({\frac {a+b}{2}}\right)+c\left(x-{\frac {a+b}{2}}\right)\right]\,\mathrm {d} x=(b-a)f\left({\frac {a+b}{2}}\right),\ \int _{a}^{b}\left[f(a)+{\frac {f(b)-f(a)}{b-a}}(x-a)\right]\,\mathrm {d} x=(b-a){\frac {f(a)+f(b)}{2}}.}

## Généralisation par les intégrales itérées
On considère f:[a, b] → ℝ une fonction réelle intégrable. On peut définir la suite de fonctions suivante d'intégrales itérées de f, pour a ≤ s ≤ b.:
{\displaystyle {\begin{aligned}F^{(0)}(s)&:=f(s),\\F^{(1)}(s)&:=\int _{a}^{s}F^{(0)}(u)du=\int _{a}^{s}f(u)du,\\F^{(2)}(s)&:=\int _{a}^{s}F^{(1)}(u)du=\int _{a}^{s}\left(\int _{a}^{t}f(u)du\right)\,dt,\\&\ \ \vdots \\F^{(n)}(s)&:=\int _{a}^{s}F^{(n-1)}(u)\,du,\\&{}\ \ \vdots \end{aligned}}}
Alors si f est convexe, pour a < xi < b, i = 1, ..., n, distincts deux à deux (xi ≠ xj et i ≠ j), alors on a:
{\displaystyle \sum _{i=1}^{n}{\frac {F^{(n-1)}(x_{i})}{\Pi _{i}(x_{1},\dots ,x_{n})}}\leq {\frac {1}{n!}}\sum _{i=1}^{n}f(x_{i})}
avec
{\displaystyle \Pi _{i}(x_{1},\dots ,x_{n}):=\prod _{i\in \{1;n\},i\neq j}(x_{i}-x_{j})=(x_{i}-x_{1})(x_{i}-x_{2})\cdots (x_{i}-x_{i-1})(x_{i}-x_{i+1})\cdots (x_{i}-x_{n}),\ \ i=1,\dots ,n.}
L'inégalité change de sens si f est concave.
Le cas d'égalité est vérifié si et seulement si f est linéaire.
On a également : avec {\displaystyle {\underline {\alpha }}=(\alpha ,\ldots ,\alpha )} pour {\displaystyle \ a<\alpha <b,} 
alors
{\displaystyle \lim _{{\underline {x}}\to {\underline {\alpha }}}\sum _{i=1}^{n}{\frac {F^{(n-1)}(x_{i})}{\Pi _{i}(x_{1},\ldots ,x_{n})}}=\lim _{{\underline {x}}\to {\underline {\alpha }}}{\frac {1}{n!}}\sum _{i=1}^{n}f(x_{i})={\frac {f(\alpha )}{(n-1)!}}}